# 청운로 (양산시)

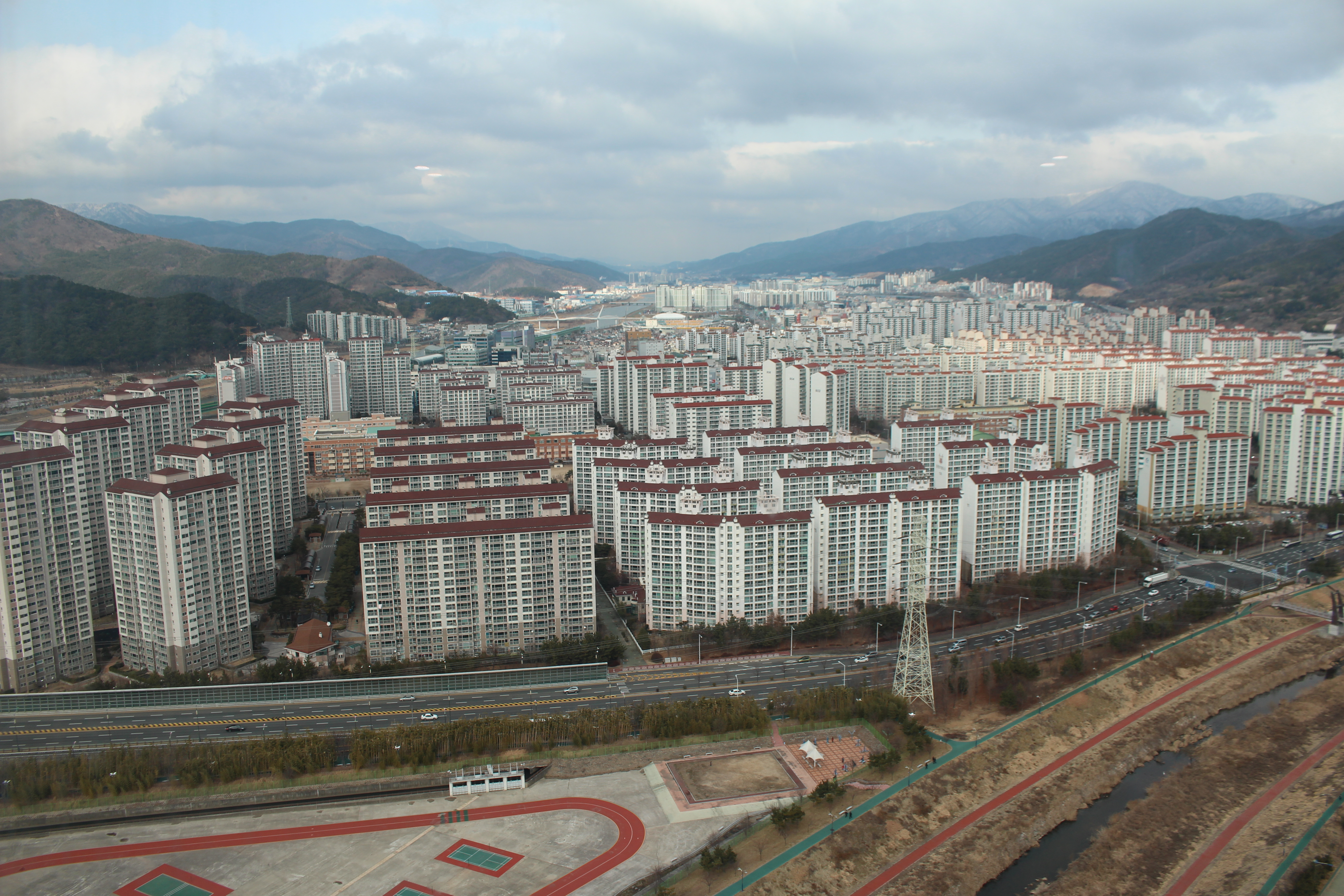
양산신도시 1단계 구역. 주변에는 양주로와 청운로가 관통한다.

청운로(Cheongun-ro)은 경상남도 양산시 물금읍 물금리와 남부동을 거쳐서 7번 교차로까지 이어지는 도로이다.

## 노선 경로
- 7번교차로 - 양산대로 (국도 제35호선)
- 노포사송로와 직결